# جورج رايلي (سياسي)
جورج رايلي هو سياسي كندي، ولد في 18 نوفمبر 1922 في فانكوفر في كندا، وتوفي في 28 أغسطس 2002 في هاليفاكس في كندا. حزبياً، نشط في        الحزب الليبرالي في نوفا سكوشا ‏.                                                                                                                                                                                                                                                                                                                                                                                                                                                                                                                                                                                                                                                                                                                                                                                                                                                                                                                                                                                                                                                                                                                                                                                                                                                                                                                                                                                                                                                                                                                                                                                                                                 